# Meriré (kézműves)
Meriré ókori egyiptomi kézműves volt a XX. dinasztia idején, IX. Ramszesz uralkodása alatt. Szétau el-Kab-i sírjából ismert, melyet ő díszített. Meriré három helyen jelenik meg a sírban: a keleti fal lábazatán ábrázolják és rövid szövegben említik, hogy ő díszítette Szétau sírját IX. Ramszesz negyedik uralkodási évében. A déli falon szintén a lábazatban ábrázolják, itt széken ül, kezében írnokpalettával és vesszővel, a szöveg pedig említi, hogy „ezeket a rajzokat ő készítette, saját kezével”. Az északi falon nevét és címeit említik. Meriré címei: wab-pap, az istenek szavának írnoka, valamint Hnum és Nebetuu esznai temploma oltárának írnoka.

## Fordítás
- Ez a szócikk részben vagy egészben  a   Merire (Künstler) című német Wikipédia-szócikk ezen változatának fordításán alapul.  Az eredeti cikk szerkesztőit annak laptörténete sorolja fel. Ez a jelzés csupán a megfogalmazás eredetét és a szerzői jogokat jelzi, nem szolgál a cikkben szereplő információk forrásmegjelöléseként.